# Tomorrow, When the War Began
Tomorrow, When the War Began ist ein australisches dystopisches Drama aus dem Jahr 2010 von Stuart Beattie. Es basiert auf dem gleichnamigen Roman von John Marsden, der in Deutschland unter dem Titel Morgen war Krieg erschien.

## Handlung
Zu Beginn des Filmes erzählt Ellie in einem Videotagebuch die folgende Handlung: Ellie und ihre beste Freundin Corrie beschließen, am Ende der Ferien mit ein paar Freunden über ein verlängertes Wochenende einen Campingausflug zu unternehmen. Zusammen mit Corries Freund Kevin, Ellies Nachbarn Homer, dem Mitschüler Lee und den Bekannten Fi und Robyn fahren sie in das australische Outback und bauen in einem von hohen Felsen umschlossenen Talkessel, der „Hölle“ genannt wird, ein Lager auf, in dem sie mehrere Tage bleiben wollen. Eines Nachts sehen sie größere militärische Flugzeugverbände über sich, denken sich aber zunächst nichts weiter dabei.
Als die Jugendlichen am Ende des Wochenendes nach Hause kommen, finden sie sämtliche Wohnhäuser verlassen vor. Nach und nach finden sie heraus, dass nicht näher genannte ausländische Invasoren große Teile von Australien besetzt und die Einwohner des Ortes in einem Internierungslager zusammengetrieben haben. Der nahegelegene Hafen dient als Brückenkopf für die Invasion. Als die Freunde bei einer Erkundung von ausländischen Soldaten entdeckt und verfolgt werden, tötet Ellie drei von ihnen. Zurück in Corries Haus stellt die Gruppe fest, dass Lee und Robyn nicht zurückgekehrt und wohl noch in der Stadt sind. Während die Gruppe über das weitere Vorgehen berät, werden sie von einem feindlichen Hubschrauber entdeckt. Homer schießt auf den Hubschrauber, worauf das Wohnhaus von Corrie von Kampfjets zerstört wird. Die Gruppe kann jedoch im letzten Moment fliehen. Ellie und Homer schleichen sich in der Nacht in die Stadt zurück, um Lee und Robyn zu suchen. Sie finden die beiden, Lee hat eine Schussverletzung erlitten. Die vier können aus der Stadt fliehen, und die wiedervereinte Gruppe beschließt, sich in der Wildnis zu verstecken. Als Versteck wählen sie den Ort ihres Campingausflugs, die „Hölle“. Unterwegs nehmen sie den Mitschüler Chris auf, der die Zeit der Invasion im Marihuanarausch erlebt hat.
Nach einiger Zeit in der Wildnis beschließt die Gruppe, im Untergrund zu bleiben und den Guerillakampf gegen die Invasoren aufzunehmen, indem sie die Brücke des Ortes sprengt, die die einzige Verbindung zwischen dem Hafen und dem Binnenland darstellt. Zu diesem Zweck entführen sie einen Tanklaster, den sie nach einigen Gefechten mit Soldaten schließlich unter der Brücke zur Explosion bringen, worauf diese einstürzt. Bei der Aktion wird Corrie angeschossen. Kevin bringt sie in ein feindlich besetztes Krankenhaus, während die anderen weiter im Untergrund gegen die Invasoren kämpfen. Der Film endet wieder mit dem Videotagebuch von Ellie.

## Produktion
Die Produktion wurde im September 2009 bekannt gegeben. Die Dreharbeiten begannen am 28. September 2009 in Hunter Valley und endeten am 6. November 2009 in Raymond Terrace, New South Wales. Andere Drehorte waren Maitland, die Blue Mountains und die Brücke von Luskintyre.

## Veröffentlichung
Der erste Trailer wurde am 31. März 2010 veröffentlicht. Der Film startete am 2. September 2010 in Australien und Neuseeland. Am 24. Februar 2011 wurde der Film in den US-amerikanischen Kinos erstmals gezeigt. In Deutschland erschien der Film am 27. Mai 2011 direkt auf DVD.

## Synchronisation
Die deutsche Synchronisation erfolgte bei Film- & Fernseh-Synchron in Berlin. Buch: Oliver Schwiegershausen.
| Rolle            | Darsteller        | Deutsche Sprecher |
| ---------------- | ----------------- | ----------------- |
| Ellie Linton     | Caitlin Stasey    | Luise Helm        |
| Corrie Mackenzie | Rachel Hurd-Wood  | Anne Helm         |
| Kevin Holmes     | Lincoln Lewis     | Leonhard Mahlich  |
| Homer Yannos     | Deniz Akdeniz     | Tim Knauer        |
| Fiona Maxwell    | Phoebe Tonkin     | Luisa Wietzorek   |
| Lee Takkam       | Chris Pang        | Jan Makino        |
| Robyn Mathers    | Ashleigh Cummings | Victoria Frenz    |
| Chris Lang       | Andrew Ryan       | Tommy Morgenstern |
| Dr. Clements     | Colin Friels      | Erich Räuker      |
| Mr. Linton       | Don Halbert       | Bernd Vollbrecht  |

## Kritiken
„Gut dosierte Action, Zeit für Charaktere und ihre Entwicklung. Letzteres nicht ganz ohne Klischees, der Mix dürfte aber vor allem Altersgenossen der Helden gefallen. Offene Fragen werden wohl die zwei bereits geplanten Fortsetzungen beantworten. Fazit: Jugendkompatible Romanverfilmung.“

„Im Gegensatz zum nicht von ungefähr gern als Vergleich heran gezogenen Die Rote Flut verzichten die Macher darauf, die Invasoren näher zu definieren oder einer bestimmten Nation zuzuschreiben. Das mag politisch korrekt sein, fördert aber kaum die Teilnahme des Betrachters und gibt realistisch gedachten Kriegsszenen einen eher abstrakten Touch.“

## Preise und Auszeichnungen
- 2010: Kodak Inside Film Awards (Bester Film, bestes Drehbuch, beste Filmmusik, beste Schauspielerin)[8]
- 2010: Australian Screen Sound Guild Sound Awards (Bester Soundtrack, beste Tonaufnahme)[9]
- 2010: 52nd Australian Film Institute Award (Bestes adaptiertes Drehbuch, beste Tonaufnahme)[10]

## Fortsetzungen
Ursprünglich sollten dem Film zwei weitere Teile folgen. Im November 2012 hätte laut einem Trailer der zweite Teil Tomorrow, When The War Began 2 (Arbeitstitel: Tomorrow 2, später im Trailer Tomorrow’s Here) herauskommen sollen. Das Script-Writing dauerte länger als geplant. Zum Schluss fehlte das notwendige Budget. Die Investoren und Produzenten befürchteten zudem zu niedrige Zuschauerzahlen, nachdem der erste Teil nicht den gewünschten Erfolg erzielt hatte. Die Pläne für eine weitere Fortsetzung wurden daher aufgegeben. 2015 wurde stattdessen eine vom Film unabhängige sechsteilige Mini-Serie angekündigt, die mit neuer Besetzung für ABC produziert wurde. Die Serie trägt denselben Titel wie der Film und wurde von April bis Mai 2016 auf dem australischen Sender ABC3 ausgestrahlt, wobei die Zuschauerzahlen bis hin zur letzten Folge stark abnahmen.